# Petliakov Pe-8
El Petliakov Pe-8, también conocido como Túpolev TB-7, fue un bombardero pesado de largo alcance soviético, utilizado durante la Segunda Guerra Mundial y el único bombardero cuatrimotor moderno construido por la URSS durante la guerra.

## Diseño y desarrollo
El desarrollo del Pe-8 fue iniciado en la OKB Túpolev como ANT-42 para cumplir con un requerimiento emitido en julio de 1934. Monoplano de ala media cantiléver y construcción enteramente metálica, a excepción del revestimiento textil de las superficies de control, el ANT-42, como por entonces se le conocía, presentaba tren de aterrizaje convencional retráctil en el que solo se escamoteaban las unidades principales. La planta motriz prevista constaba de cuatro motores de implantación alar con un sobrecompresor instalado en el interior del fuselaje, pero cuando el prototipo voló por primera vez el 27 de diciembre de 1936, el sobrecompresor no estaba disponible, por lo que el avión estuvo propulsado por cuatro motores lineales en V Mikulin AM-34FRN de 1100 hp unitarios.
El segundo prototipo del ANT-42 voló por primera vez el 26 de julio de 1938; este aparato contaba con varias mejoras, como un sobrecompresor ATsN-2 accionado por uno de sus cuatro motores M-100A. Su tripulación consistía en 11 hombres y su armamento comprendía una ametralladora ShKAS de 7,62 mm en la torreta dorsal eléctrica y otra en la caudal, otra arma similar (más tarde dos) en la torreta de proa, y una posición de tiro en la sección trasera de cada góndola interna motriz, a la que se accedía por el ala, estando dotada con una ametralladora de 12,7 mm. La carga estándar de bombas ascendía a 6 de 100 kg o cuatro de 250 kg, si bien contra objetivos cercanos podían llevarse hasta 4000 kg de bombas.
La construcción de los cinco aviones de preproducción fue autorizada en abril de 1937, pero la totalidad del programa estuvo a punto de irse al traste también por esas fechas. Sin embargo, la producción fue finalmente aprobada en 1939, bajo la designación TB-7; los cinco aparatos de preserie diferían del ANT-42 por no contar con la instalación central del sobrecompresor ATsN y por la presencia de cuatro motores sobrealimentados AM-35. Además se introdujeron varias mejoras en la célula: las entregas de los aparatos de preserie comenzaron en mayo de 1940. Las prestaciones con la planta motriz AM-35 resultaron poco satisfactorias, lo que llevó a la evaluación de varias alternativas. En octubre de 1940 se eligió como planta motriz estándar el motor diésel ASh-40 de 1400 hp. No obstante, esta solución tampoco dio buenos resultados, de modo que se siguió utilizando el AM-35A de 1350 hp nominales hasta que se le pudo reemplazar por el diésel ACh-30B de 1500 hp, que equipó a los aparatos ya en servicio.
Únicamente entre 93 y 96 aparatos (incluidos dos prototipos) fueron construidos entre 1936 y 1944; otras fuentes señalan 79 aparatos construidos incluidos los prototipos, con el cese de la producción en octubre de 1941; esto parece indicar que únicamente se produjeron aviones de reemplazo a partir de 1940. Los aviones iniciales llevaban motores diésel Charomski M-30B/ACh-30B, o M-40/ACh-40, y los aviones posteriores a 1940 portaban motores radiales Shvetsov ASh-82FN de 1700 hp, debido a la baja disponibilidad de los motores AM-35A. Ninguna de estas variantes tuvo el éxito de la versión original, ya que aunque el motor diésel daba unas peores prestaciones, era mucho más fiable. Una prueba del éxito del diseño es que los ejemplares que sobrevivieron a la Segunda Guerra Mundial estuvieron activos hasta finales de la década de 1950, a pesar de estar ya disponible el Túpolev Tu-4. 
Desde un punto de vista técnico, el Pe-8 era notable porque tenía, como ya se comentó, ametralladoras defensivas instaladas en la parte posterior de las barquillas de los motores; éstas fueron suprimidas cuando las barquillas fueron reconstruidas para acomodar los motores radiales.

## Historia operacional

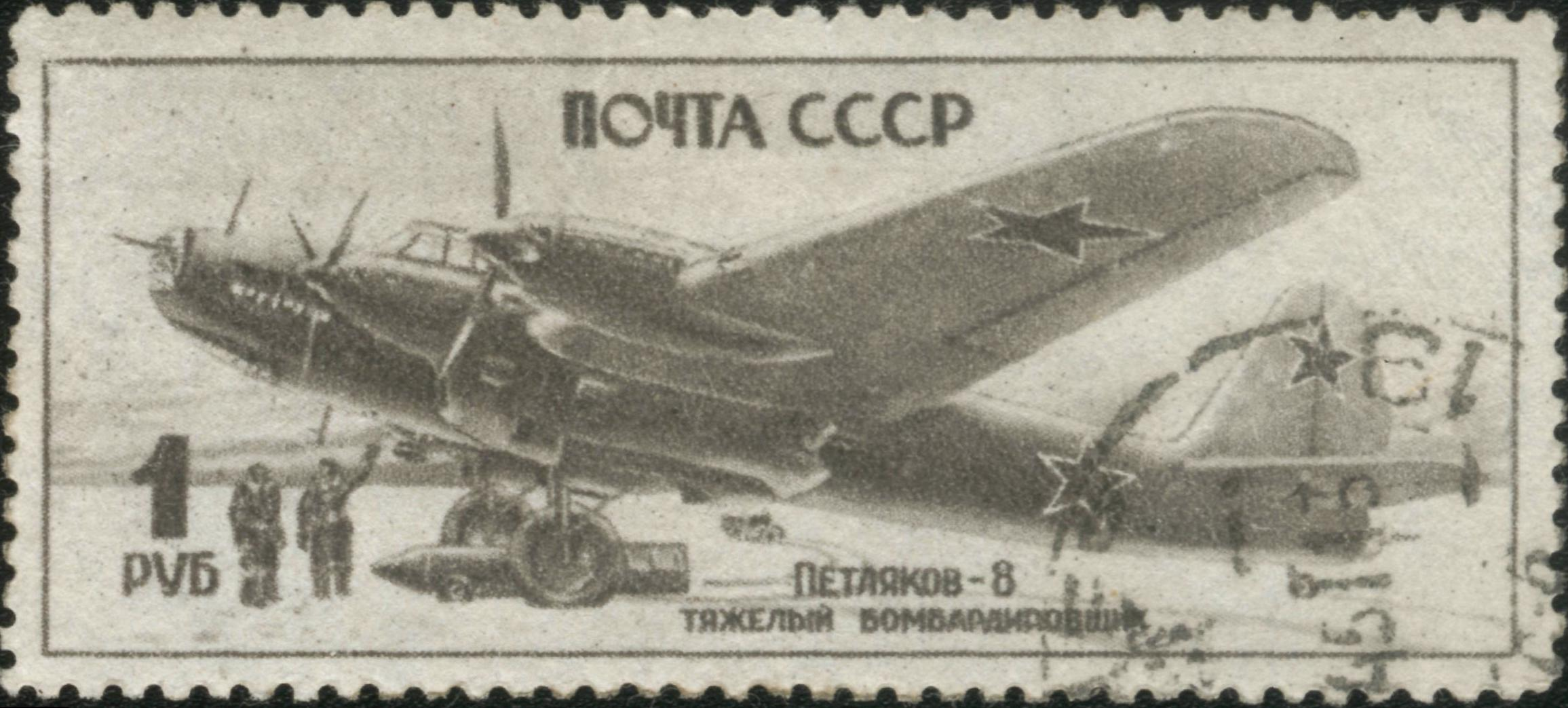
Sello soviético en el que se lee "Correos de la URSS/1 Rublo/Petlyakov-8/Bombardero Pesado".

La URSS no tenía inicialmente planes para el bombardeo estratégico, y solo se realizaron unos pocas incursiones sobre Alemania; a comienzos de agosto de 1941, pocas semanas después del ataque alemán sobre la Unión Soviética, 18 aparatos de la 81 DBAD (División de Bombardeo de Largo Alcance) bombardearon Berlín en la noche del 7 al 8 de agosto, pero un accidente sufrido por uno de ellos al despegar, a causa de un fallo de motor, y el hecho de que otros ocho tuviesen que realizar aterrizajes de fortuna por la misma causa, aconsejó la suspensión del empleo de la solución diésel. Por entonces, la designación TB-7 había sido abandonada en favor de la Pe-8.  
Muchos de los ataques de Pe-8 sobre Berlín fueron testimoniales, con solo un puñado de aparatos. Fueron utilizados también en el papel de bombardero táctico en el este de Europa en apoyo a las fuerzas de tierra en Batalla de Stalingrado y de Kursk. El Pe-8 equipó en inicio un único regimiento de bombarderos, el 432 BAP (ON) (432 Regimiento de bombardeo especial), y una unidad de reserva, la 433; que fueron organizados posteriormente en los regimientos de bombardeo 746 y 890.
Los aparatos supervivientes fueron empleados a partir de febrero de 1943 en bombardeos de objetivos específicos, empleando las enormes bombas FAB-5000NG de 5000 kg.
Fue un Pe-8 con motores AM-35 el que transportó en un viaje de ida y vuelta entre el 19 de mayo y el 13 de junio de 1942 al ministro de asuntos exteriores Mólotov y su séquito desde Moscú hasta Londres y Washington D. C., para participar en las conversaciones sobre la apertura de un segundo frente contra la Alemania nazi: el Desembarco de Normandía. En su retorno cruzó a través del espacio aéreo controlado por Alemania, sin que se produjeran incidentes.[cita requerida]
En la posguerra siguieron en activo unos 30 Pe-8, utilizados en una gran variedad de cometidos, incluido su empleo como banco de pruebas para motores; en 1952, dos Pe-8 llevaron a cabo el establecimiento de una estación en el Ártico, de la que regresaron a Moscú llevando a bordo al equipo de investigadores, cubriendo 5000 km sin escalas.

## Operadores
Unión Soviética
- Fuerza Aérea Soviética

## Especificaciones (Pe-8/AM-35A)
Referencia datos: Gordon, Soviet Airpower in World War 2, p. 398

### Características generales
- Tripulación: Once
- Longitud: 23,2 m (76,1 ft)
- Envergadura: 39,1 m (128,4 ft)
- Altura: 6,2 m (20,3 ft)
- Superficie alar: 188,7 m² (2030,8 ft²)
- Perfil alar: raíz:  TsAGI-40 (19%) ; punta: TsAGI-40 (15.5%)[1]
- Peso vacío: 18 571 kg (40 930,5 lb)
- Peso cargado: 27 000 kg (59 508 lb)
- Peso máximo al despegue: 35 000 kg (77 140 lb)
- Planta motriz: 4× motor lineal V12 refrigerado por líquido Mikulin AM-35A.
  - Potencia: 999 kW (1377 HP; 1358 CV) cada uno.
- Hélices: 1× Tripala por motor.

### Rendimiento
- Velocidad máxima operativa (Vno): 443 km/h (275 MPH; 239 kt)
- Alcance: 3700 km (1998 nmi; 2299 mi)
- Techo de vuelo: 9300 m (30 512 ft)
- Régimen de ascenso: 5,9 m/s (1161 ft/min)
- Carga alar: 143 kg/m² (29,3 lb/ft²)
- Potencia/peso: 0,140 kW/kg (0,085 hp/lb)

### Armamento
- Ametralladoras: 

  - 2x Berezin UBT de 12,7 mm (góndolas de los motores interiores)
  - 2x ShKAS de 7,62 mm (torreta frontal)

- Cañones: 

  - 2x cañón automático ShVAK de 20 mm (torreta dorsal y torreta de cola)
- Bombas: Más de 4000 kg (8800 lb) de bombas. Podía transportar una bomba FAB-5000NG de 5000 kg (11 000 lb)

## Aeronaves relacionadas

### Aeronaves similares
- Heinkel He 177
- Boeing B-17 Flying Fortress
- Boeing XB-15
- Piaggio P.108
- Nakajima G5N
- Nakajima G8N
- Avro Lancaster
- Short Stirling

### Secuencias de designación
- Secuencia ANT-_ (interna de Túpolev): ← ANT-37 - ANT-40 - ANT-41 - ANT-42 - ANT-43 - ANT-44 - ANT-46 →
- Secuencia TB-_ (Bombarderos Pesados soviéticos, 1923-1940): ← TB-4 - TB-5 - TB-6 - TB-7
- Secuencia PS-_ (Aviones de Pasajeros soviéticos, 1923-1940): ← PS-35 - PS-40 - PS-41 - PS-42 - PS-43 - PS-84 - PS-89 →